# 娜塔莎陨石坑
娜塔莎陨石坑（Natasha）是位于月球正面风暴洋和雨海间山区中的一座小撞击坑，其名称取自俄语女性名，1976年被国际天文学联合会批准接受。

## 描述

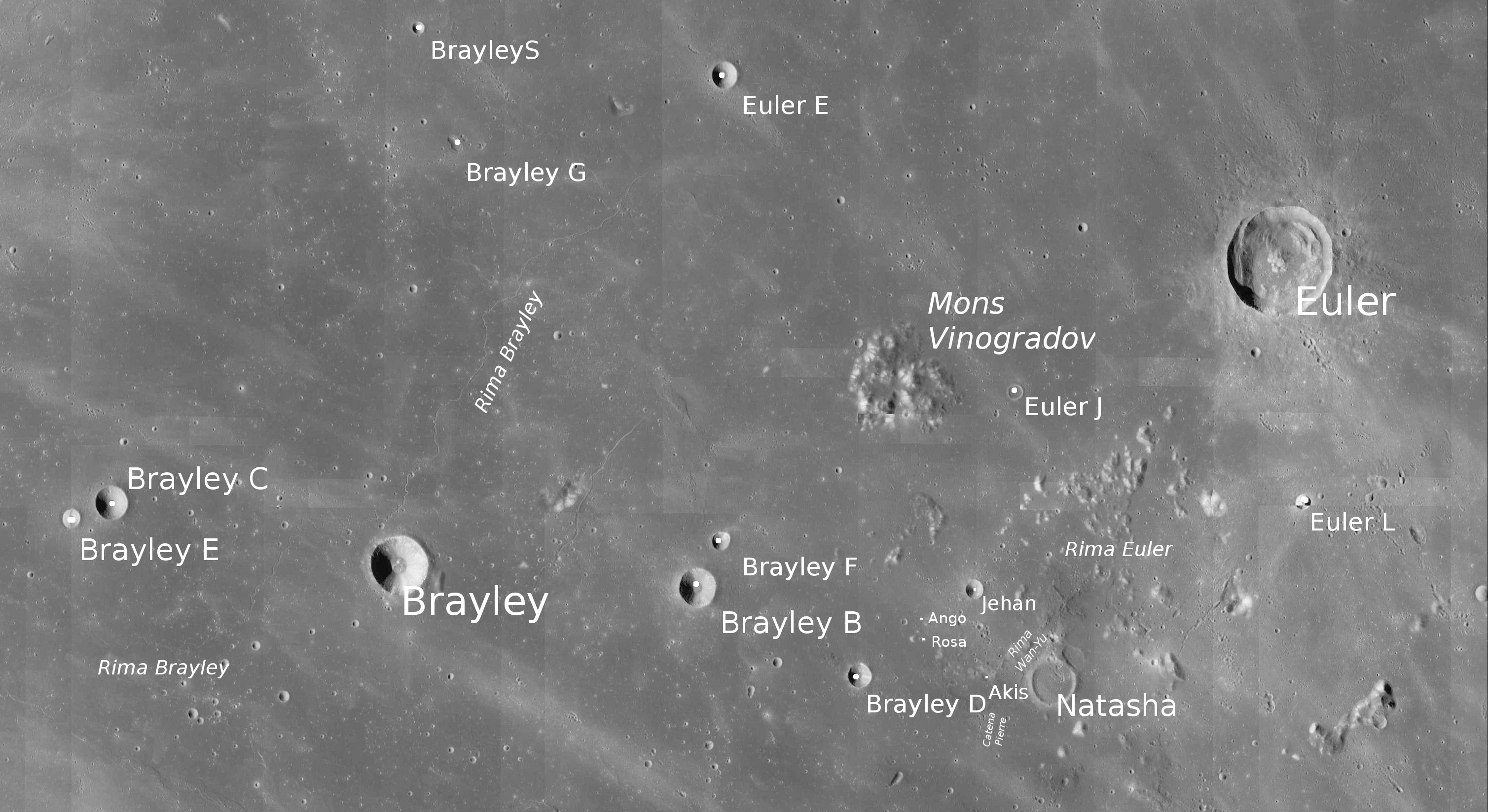
娜塔莎陨石坑的周边，月球勘测轨道飞行器拍摄。

该陨坑西侧和西北分别靠近较小的阿基斯陨石坑和洁罕陨石坑、东北偏北毗邻欧拉陨石坑和托·迈耶环形山，万玉月溪沿娜塔莎陨石坑西侧坑壁纵贯而过，而皮耶链坑则伸展在它的西南面。娜塔莎陨石坑的北面横亘了欧拉月溪，东北偏北稍远处矗立着崎岖的维诺格拉多夫山，它的西南方则坐落了绵延的喀尔巴仟山脉。
该陨坑中心月面坐标为19°59′N 31°10′W / 19.98°N 31.16°W，直径10.98公里，深约1.80公里。
娜塔莎陨石坑外观轮廓圆形，几乎未受到较大的撞击侵蚀。陨坑内外侧坡面平整、陡峭，沿北侧坑壁覆盖有一群小陨坑，而南端壁沿上也嵌入了一座细小的撞击坑。娜塔莎陨石坑最大高出周边地形410米，内部容积约52.95立方千米。坑内地表可能已被熔岩淹没、抹平，坑底北部散布着许多小撞击坑，其中一些构成了一串从东南向西北延伸的链坑；南部地表上则交织着一些来自哥白尼环形山的射纹束。
在1976年被国际天文学联合会正式命名前，该陨坑曾被称作卫星坑“欧拉 P”（即“卫星坑标记法”：以所靠近的主坑名+字母来命名）。